# Épreuve du 500 mètres aux Jeux olympiques d'été de 2004
Navigation
Sydney 2000
L'épreuve du 500 mètres (cyclisme) est l'une des douze compétitions de cyclisme sur piste aux Jeux olympiques de 2004. Elle a eu lieu le 20 août. Douze cyclistes ont essayé d'établir le meilleur temps sur deux tours de piste.
La championne du monde en titre, Anna Meares, a battu le record du monde pour devenir championne olympique en 33 s 952. Le précédent record était détenu depuis 2002 par Yonghua Jiang qui quelques minutes plus tôt avait établi un nouveau record olympique en 34 s 112 suffisant pour remporter l'argent devant Natallia Tsylinskaya.

## Records
Avant cette compétition, les records dans cette discipline étaient les suivants :
| Record du monde  | 34 s 000 | Jiang Yonghua     | Chine  | 11 août 2002      | Kunming |
| Record olympique | 34 s 140 | Félicia Ballanger | France | 16 septembre 2000 | Sydney  |

## Médaillées
| Or          | Argent        | Bronze               |
| Anna Meares | Jiang Yonghua | Natallia Tsylinskaya |

## Résultats

### Course (20 août)
| Rang | Athlète               | Pays            | Temps         |
| ---- | --------------------- | --------------- | ------------- |
| 1    | Anna Meares           | Australie       | 33 s 952 (RM) |
| 2    | Jiang Yonghua         | Chine           | 34 s 112      |
| 3    | Natallia Tsylinskaya  | Biélorussie     | 34 s 167      |
| 4    | Simona Krupeckaitė    | Lituanie        | 34 s 317      |
| 5    | Yvonne Hijgenaar      | Pays-Bas        | 34 s 532      |
| 6    | Victoria Pendleton    | Grande-Bretagne | 34 s 626      |
| 7    | Lori-Ann Muenzer      | Canada          | 34 s 628      |
| 8    | Nancy Contreras Reyes | Mexique         | 34 s 783      |
| 9    | Svetlana Grankovskaya | Russie          | 34 s 797      |
| 10   | Sayuri Osuga          | Japon           | 35 s 045      |
| 11   | Katrin Meinke         | Allemagne       | 35 s 088      |
| 12   | Tamilla Abassova      | Russie          | 35 s 147      |

## Sources
- (en) Cet article est partiellement ou en totalité issu de l’article de Wikipédia en anglais intitulé « Cycling at the 2004 Summer Olympics – Women's track time trial » (voir la liste des auteurs).